# Mariusz Gulczyński
Mariusz Józef Gulczyński (ur. 18 października 1928 w Karniewie, zm. 27 lipca 2024 w Warszawie) – nauczyciel akademicki, działacz społeczno-polityczny, politolog. Specjalizował się w teorii polityki i  współczesnych systemach politycznych.

## Życiorys

### Wykształcenie i działalność naukowa
Urodził się w rodzinie Bronisławy i Juliana. W 1965 ukończył studia historyczne w Wyższej Szkole Nauk Społecznych przy KC PZPR. Od października 1967 był zatrudniony w Instytucie Nauk Politycznych Uniwersytetu Warszawskiego, gdzie w 1971 uzyskał stopień doktora nauk politycznych. Od października 1971 wykładał również w WSNS przy KC PZPR. Od 1973 do 1982 pełnił na tej uczelni funkcję kierownika Zakładu Politycznych Systemów i Doktryn Współczesnego Kapitalizmu. W 1977 habilitował się, w 1981 został profesorem nauk społecznych. Od 1983 do 1989 pracował jako kierownik Warsztatu Opinioznawczego CBOS. W latach 1985–1990 był pierwszym zastępcą dyrektora Instytutu Państwa i Prawa Polskiej Akademii Nauk.  Od 1991 do 1995 wchodził w skład Komitetu Nauk Politycznych Polskiej Akademii Nauk. W okresie 1997–2002 pełnił funkcję kierownika Zakładu Systemów Politycznych w Instytucie Politologii Uniwersytetu Zielonogórskiego. Od 2004 do 2009 był profesorem zwyczajnym w Katedrze Teorii i Praktyki Sprawowania Władzy Wydziału Politologii AlmaMer Szkoły Wyższej w Warszawie.

### Działalność polityczna i społeczna
W październiku 1946 został zatrudniony w aparacie młodzieżowym Związku Walki Młodych, w którym był m.in. przewodniczącym zarządu powiatowego w Sierpcu. Następnie działał w Związku Młodzieży Polskiej. W kwietniu 1948 wstąpił do Polskiej Partii Robotniczej i został członkiem Komitetu Powiatowego tej partii w Sierpcu, a następnie należał do Polskiej Zjednoczonej Partii Robotniczej. Był sekretarzem POP oraz członkiem egzekutywy OOP PZPR. W 1956 był współinicjatorem odrodzenia Związku Harcerstwa Polskiego, następnie był członkiem Głównej Kwatery ZHP w latach 1957–1964. Od kwietnia 1964 do września 1967 był zatrudniony w Sekretariacie Ogólnopolskiego Komitetu Frontu Jedności Narodu. W latach 1986–1989 zasiadał w prezydium Rady Krajowej PRON. Był m.in. członkiem Rady Redakcyjnej organu teoretycznego i politycznego KC PZPR „Nowe Drogi”. W 1989 był uczestnikiem obrad Okrągłego Stołu po stronie rządowej. Zasiadał wówczas w Zespole Reform Politycznych.

### Dorobek naukowy
314 publikacji naukowych, w tym 27 monografii i podręczników; 15 ekspertyz; 5 wypromowanych doktorów (w tym Roman Bäcker), około 100 magistrów.

### Śmierć i pochówek
Zmarł 27 lipca 2024, pochowany został wraz z żoną Genowefą z domu Brzezińską (1930–2018) i jej matką na cmentarzu Komunalnym Północnym w Warszawie.

## Ważniejsze publikacje
- Globalizm: nowe stadium kapitalizmu? (1967)
- Determinanty polityki zagranicznej USA (1976)
- Jaki socjalizm (1980)
- Stan i potrzeby porozumienia narodowego w połowie lat osiemdziesiątych (1985)
- Jaki rozwój? (1987)
- Why the Collapse of Socialism and the Restoration of Capitalism? Reflections from Poland (1992)
- Projekty konstytucji RP w konfrontacji z właściwościami różnych typów ustaw zasadniczych (1994)
- Wizje parlamentu Rzeczypospolitej Polskiej (1994)
- Metods and Directions of Social System Transformation (1994)
- Urzeczywistnianie suwerenności narodu (1995)
- Adjustment of Polish Costitutionalism to the Democratic European Standards (1995)
- Dylematy etyczne demokracji bezprzymiotnikowej in statu nascendi (1997)
- Tradycja i współczesność idei integracji europejskiej w Polsce (2000)
- Współczesne systemy polityczne (2000)
- System polityczny Rzeczypospolitej Polskiej (współautor R. Zaradny, 2000)
- Panorama systemów politycznych świata (2004)
- Nauka o polityce. Podręcznik akademicki (2007)
- Wiedza o partiach i systemach partyjnych (wspólnie z A. Małkiewiczem, 2008)
- Kreowanie demokracji. Z dysput o celach i metodach polskiej transformacji (2008)
- Alternatywne orientacje w politologii (2009)
- System polityczny Rzeczypospolitej Polskiej (współautorstwo i naukowa redakcja, 2009)
- Kryzys nadkonsumpcji 2008 – a knol (2009)
- Kapitał polityczny Okrągłego Stołu (2009)
- Dylematy teoretyczne i praktyczne Jubileuszu 20-lecia polskiej transformacji (2009)
- Pozytywny potencjał Kryzysu Nadkonsumpcji – a knol (2009)
- Zrozumieć IV Rzeczpospolitą (2010)
- Wnioski z doświadczeń czterech polskich transformacji: I Rzeczypospolitej. II RP, PRL-u i III RP (2010)
- Politologia. Podręcznik akademicki (2010)
- Kapitał polityczny Okrągłego Stołu i jego wrogowie (2010)
- Zwiastuny cywilizacji racjonalnego dostatku. Kryzys – szansą uratowania globowej cywilizacji, [w:] Dysputowanie.Bloog.pl(2010)
- Dekalog prodemokratycznego politologa – teoretyczne pryncypia i metodologiczne reguły, [w:] Dysputowanie.Bloog.pl (2011)
- Harbingers of the Civilization of Rational Abundance, “Athenaeum – Polish Political Science Studies” Vol 29/2011
- Którędy Do Przodu Manifest Epoki Racjonalizmu – Academia, edu
- Determinanty revitalizacji industrialnej cywilizacji... – Academia.edu

## Nagrody i odznaczenia
- Nagrody Ministra Nauki, Szkolnictwa Wyższego i Techniki: trzeciego stopnia 1973 i 1977 oraz drugiego stopnia 1979
- Nagroda Trybuny Ludu  (1980)[7]
- Srebrny Krzyż Zasługi, Złoty Krzyż Zasługi
- Krzyż Kawalerski Orderu Odrodzenia Polski
- Krzyż Oficerski Orderu Odrodzenia Polski
- Medal 10-lecia Polski Ludowej (1955)[8]
- Złota odznaka honorowa „Za Zasługi dla Warszawy”  (1989)[9]